# Cours Saint-Michel
 (juin 2023).
 (juin 2023).
- Si vous ne connaissez pas le sujet, laissez ce bandeau (vous pouvez alors contacter les auteurs).
- Si vous supprimez le contenu mis en cause (vous pouvez préalablement contacter les auteurs),

argumentez précisément cette suppression dans la page de discussion
(un manque de référence n'est pas un argument ; une recherche réelle de référence doit avoir été effectuée, être formellement documentée).
Le bâtiment Cours Saint-Michel, construit par l'architecte Jacques Wybauw en collaboration avec l'architecte Jacques Cuisinier, est un immeuble réalisé comme siège social de la Banque Bruxelles Lambert. Le bâtiment marque la fusion de la Banque de Bruxelles et de la Banque Lambert en 1974 à Etterbeek.

## Localisation
Le bâtiment est situé au numéro 40-60 de l'avenue de Tervuren à Etterbeek.
Son implantation parcellaire est assez singulière. Le projet s'implante sur la parcelle de l'ancienne gare d'Etterbeek. Le bâtiment prend place au milieu d'une grande esplanade, complétée par un projet paysager, son grand gabarit n'empiète pas sur les habitations alentour.
Le quartier étant principalement résidentiel, le bâtiment apporte de la singularité à Etterbeek.
Les abords travaillés du projet permettent également d’apporter une végétation dans le quartier, ce qui n’était pas le cas avant la construction de celui-ci, l’aménagement de cet îlot a continué à modifier la dynamique du quartier.
Le bâtiment est réalisé dans les années 1970, qui favorisait la circulation automobile. Son parking a donc une grande ampleur sur le projet, trois niveaux de parking souterrain en dessous du bâtiment principal.

## Histoire

### Banque Bruxelles Lambert
La Banque Bruxelles Lambert (BBL) a été fondée en 1919 à Bruxelles en Belgique. Pendant la première moitié du XXe siècle, la banque a étendu ses activités en Europe et en Afrique, devenant l'une des plus grandes banques belges.
Dans les années 1970 et 1980, la BBL a connu une croissance rapide grâce à des acquisitions stratégiques et à une expansion internationale. Elle est devenue l'une des plus grandes banques européennes avec une présence importante en Asie, en Amérique latine et en Amérique du Nord.
Cependant, au cours des années 1990, la banque a rencontré des difficultés financières et a subi des pertes importantes. Elle a été acquise en 1998 par la banque néerlandaise ING et ses activités ont été intégrées à celles d'ING Belgique.
Depuis lors, la marque BBL a été progressivement retirée et la banque continue d'opérer sous le nom d'ING Belgique. La BBL reste toutefois un symbole de l'histoire bancaire belge et de la croissance économique de la Belgique au 20e siècle.
Lorsque le siège social de la banque s’est installé cour Saint-Michel, le quartier a subi un gros changement au niveau autant foncier que paysager. La construction de ce bâtiment emblématique de la banque a eu un impact forts sur les qualités de son quartier.

### Cours Saint-Michel
En 1974, pour célébrer la fusion des banques de Bruxelles et Banque Lambert, la commande d'un nouveau siège social est passé au cabinet d'architecture de Jacques Wybauw. Ce dernier s'associera à Jacques Cuisinier pour la conception de l'édifice.
Se voulant moderne et à l'image de l'importance de la banque, le bâtiment a utilisé des méthodes de construction moderne pour l'époque.
Le bâtiment conservera sa fonction de siège social jusqu'à son premier rachat en 2017 par le groupe Immobel et Besix pour la création d'un projet immobilier.
Les promoteurs Immobel-Besix ont acheté en 2018 le Cours St Michel, propriété de la Banque ING, délimité par la rue de la Grande Haie, et la rue Père De Deken. Un premier projet des promoteurs a fait l’objet d’une demande de permis de bâtir et d’environnement qui devait être discutée en Commission de concertation avec les habitants cet automne 2022.
Le Comité St Michel a fait connaître son opposition à ce projet - Le projet apportait une concentration exagérée de logements rue Père de Deken dans cette rue étroite et très utilisée par les cyclistes, causant des impacts importants sur le trafic de cette rue vers les garages et vers les quartiers avoisinants. L’implantation et les gabarits des immeubles projetés sont irrespectueux des maisons, majoritairement unifamiliales, côté Est de la rue Père de Deken. - Il était à craindre que ce projet installerait l’insécurité le soir et le WE, due à la fermeture des bureaux. Les auteurs du rapport d’incidences prévu dans la procédure du permis d’environnement ont été informés de notre opposition et des propositions d’alternatives que nous proposions. Nous sommes toujours en attente de ce rapport d’incidences qui existe mais sur lequel les promoteurs et l’administration communale gardent le silence.
Depuis le milieu de cette année 2022, la nouvelle a circulé que le projet initial des promoteurs allait fondamentalement changer. Une demande leur a été faite par l’ambassade des États-Unis d’acquérir ce terrain afin d’y installer 2 de leurs 3 ambassades à Bruxelles. Cette demande est actuellement confirmée mais doit encore recevoir l’approbation de Congrès américain, attendue d’ici à début novembre 2022.
La rénovation de ING cours Saint-Michel est un sujet complètement d’actualité qu’ il est important de suivre. En résumé, il avait été prévu en 2018 de transformer la banque en un ensemble de logements et de bureaux. Ce projet a fait polémique et n’avait pas été accepté par le comité Saint Michel. Par la suite, au cours de l’année 2022, l’ambassade des États-Unis a racheté le bâtiment et prévoit d’ y installer 2 ambassades.

## Architecture

### Unité architecturale
Le Cours Saint-Michel est un immeuble de bureaux des années 1970 de style brutaliste. L'immeuble est composé de huit étages : quatre étages de sous-sol (trois étages de parking et un étage de technique, mais cet étage possède également la salle des coffres), un rez-de-chaussée public, six étages supérieurs de bureaux surplombé par le dernier étage qui est un étage dédié à la technique du bâtiment. Le septième étage est composé d'un restaurant, plus précisément aux invités de la direction.
Jacques Wybauw a tiré parti du dénivelé du terrain naturel et de l'espace disponible pour créer un complexe paysager autour du projet.
Le bâtiment est composé d’éléments en béton préfabriqué comme garde-corps des coursives extérieures. Les circulations verticales sont composées d’éléments en béton bouchardé préfabriqué courbé. La première réalisation de cette technique est propre à ce bâtiment et a été réalisé par l'entreprise Seghers Beton.
Une attention particulière a été apportée par les architectes sur le traitement des espaces extérieurs adjacents au bâtiment.
Les abords du bâtiment ont été travaillés par les architectes par un traitement des sols en dalles de silex lavé. Le bâtiment se trouve au centre d’un projet paysager qui ouvre et offre de la verdure au personnel de la banque. Ces dispositifs paysagers permettent de recouvrir le socle dans lequel se trouve le parking et les espaces techniques de la banque pour donner une image soignée de la BBL.

### Matériaux
Le bâtiment présente la première expérimentation de béton préfabriqué courbé fait par la société Seghers. Ces éléments se trouvent autour des circulations verticales et sont composés en « schokbeton ». La structure du bâtiment est un système de poteau-poutre avec les dalles réalisées en hourdis. La façade extérieure est composée d'éléments en béton préfabriqué. Sur les étages supérieurs, des éléments de béton préfabriqués font 3,7 mètres de long sur 1,8 mètre de haut. Au rez-de-chaussée les éléments de façade sont quant à eux réalisés en béton rainuré tout comme les escaliers de secours. Les châssis du bâtiment, qui sont d'origine, sont en double vitrage, technique peu répandue pour l'époque.
Le bâtiment a été arboré d'une terrasse en composite plusieurs dizaines d'années après sa construction.